# 라스카자치바니예
라스카자치바니예(러시아어: Расказачивание Raskazachivaniye[*]) 또는 탈카자크화(영어: decossackization)은 러시아 제국이 멸망하고 적백내전을 거쳐 성립된 소련에서 카자크, 특히 돈 카자크와 쿠반 카자크를 의도적으로 탄압한 정책이다. 볼셰비키는 민족적, 정치적, 경제적 실체로서의 카자크를 지워버리는 것을 목적으로 1917년에서 1933년 사이에 이 정책을 실시했다.
많은 학자들은 이를 카자크에 대한 집단살해로 판단하는데, 소수 반대 의견도 있다. 예컨대 돈 지역 분쟁사 전문가 피터 홀퀴스트는 라스카자치바니예가 “무제한적 계획적 집단살해”라기보다는 ”거슬리는 사회집단에 대한 과격하고 무자비한 제거 시도”이며, 소련의 “사회공학적 헌신”의 한 단면이라고 말한다. 반면 카자크사 전문가 셰인 오로크는 라스카자치바니예는 카자크 민족을 대상으로 한 집단살해의 요건을 충족한다고 결론짓는다.

## 배경
카자크란 16세기부터 20세기까지 러시아 제국에서 민족집단인 동시에 소슬로비예(сословие)라고 불리던 러시아의 신분제도에서 특수한 군사신분을 이루었다. 준군사적인 전통 문화 덕분에 크림 전쟁, 나폴레옹 전쟁, 수많은 러시아-튀르크 전쟁, 제1차 세계 대전 등 러시아 제국의 전쟁에서 주요 역할을 하였다. 19세기 후반부터 20세기 초반까지 차르정은 경찰 업무와 혁명 탄압(특히 제1차 혁명)을 위해 카자크를 파견하였다.
1917년 10월 혁명이 발생하고 볼셰비키와 카자크 사이 분쟁이 시작되었다. 돈 카자크의 아타만인 알렉세이 칼레딘은 케렌스키에게 "다른 카자크 집단과 함께 전폭적인 지원을 하겠다"라고 선언하였다. 그리고 우크라이나 중앙 라다와 쿠반 카자크, 테레크 카자크, 오렌부르크 카자크 집단과 동맹을 맺으며 러시아에서 소비에트 체제 타도를 목표로 하였다. 1917년 11월 15일 라브르 코르닐로프, 미하일 알렉세예프, 안톤 데니킨 장군은 카자크의 문화적 중심지라 할 수 있는 노보체르카스크에서 백군 의용군을 모집하기 시작했다. 1917년 12월 15일 7일간의 전투 끝에 칼레딘의 병력은 로스토프나도누를 점령하였다. 하지만 1918년 2월 25일 로스토프나도누와 노보체르카스크는 볼셰비키의 손에 넘어갔고, 아타만 표트르 하리토노비치 포포프가 이끌던 남아있던 백계 카자크는 살스크 스텝으로 도피했다.
독일 제국군이 1918년 5월 8일 로스토프나도누를 점령하자 돈보이스코주에서 아타만 표트르 크라스노프를 중심으로 정부가 세워졌다. 1918년 7월 백계 카자크는 차리친 공세를 시작하였지만 소비에트의 반격으로 9월 7일 후퇴하였다. 9월 22일, 크라스노프가 2차 공세를 시도하였지만 10월 25일 소비에트는 크라스노프의 병력을 돈강 너머로 몰아냈다. 1919년 1월 1일 크라스노프가 3차 공세를 시도하였지만 소비에트는 이를 물리쳤고 결국 크라스노프의 병력은 1919년 2월 중순 차리친에서 철수하였다.

## 실행
라스카자치바니예 정책은 1919년 1월 24일 볼셰비키의 비밀 결의에서 채택되었다. 볼셰비키는 각 지역 지부에게 "부유한 카자크를 모조리 말살하고 소비에트 정권에게 직접적이든 간접적이든 반대하는 카자크에게 자비없이 대규모 테러를 가하라"라고 명령하였다. 2월 7일 남부 전선에서는 이 결의를 어떻게 적용할 것인지에 대해 독자적인 방법을 발표하였다.

"각 스타니차와 후토르 당무위원회의 주요 임무는 카자크 고위층을 자비없이 절멸시켜 제압하는 것이다. 스타니차의 아타만은 무조건 절멸 대상이지만, 후토르의 아타만은 크라스노프의 정책을 지지한다는 증거가 있을 때에만 처형한다."

1919년 3월 중순에 들어서 체카는 8천명 이상 카자크를 처형했다. 각 스타니차마다 혁명 재판소는 약식 재판을 몇 분 만에 진행하였으며, 명단에 오른 사람은 모두 "반혁명적 행위"로 사형 판결을 받았다.
소비에트는 돈 지역에게 1년 평균 곡물 생산량에 맞먹는 곡물량을 부과하라 규정하였고, 이로 인해 거의 모든 카자크가 녹군이나 다른 군사조직에 참여하였다. 그들은 표트르 브란겔 남작의 병력과 함께 1920년 8월에 들어 적군을 돈 지역에서 몰아냈다. 하지만 적군이 다시 크림반도까지 차지한 이후, 카자크는 다시 적색 테러의 대상이 되었다. NKVD 트로이카는 1920년 10월까지 라스카자치바니예를 통해 6천명 이상에게 사형 선고를 내렸다. 반군의 가족이나 이웃 또한 볼모로 잡혔다.

"여성, 아이, 노인 등 볼모들은 마이코프 인근 수용소에 갇혀 10월의 추위와 진흙이라는 최악의 상황 속에서 살아가고 있다... 그들은 마치 파리처럼 죽어가고 있다. 여인들은 죽지 않기 위해 무엇이든 할 것이다. 수용소를 감시하는 군인들은 이 점을 이용해 그들을 창녀처럼 취급하고 있다."

1920년 11월 체카 위원장| 펠릭스 제르진스키는 블라디미르 레닌에게 이와 같이 보고했다.

"공화국은 10만명이 넘는 남부 전선 포로와 테레크, 쿠반, 돈 지역에서 추방당한 반체제적인 수많은 카자크를 위한 수용소를 만들어야 합니다. 오늘은 14세에서 17세 사이 카자크 403명이 수용소억류를 위해 오룔에 도착했습니다. 하지만 오룔은 이미 포화상태이기 때문에 수용할 수 없습니다.

퍄티고르스크 체카는 300명을 하루 안에 죽이기 위해 "적색 테러의 날"을 계획하고 지역 공산당 지부에게 처형 대상자 명단을 작성하라 명령하였다. 많은 카자크 마을은 땅 속으로 매장되고 모든 생존자들은 세르고 오르조니키제의 명령에 의해 강제 이주당했다.

## 논평
1917년 이전에는 100만명이 넘는 카자크가 살고 있었지만, 오늘날에 이르러서는 적은 수많이 자신을 카자크라 칭한다. Sahne O'Rourke는 라스카자치바니예를 "카자크 집단이 사라지게 된 주요 요인 중 하나"라 평가한다. 알렉산드르 니콜라예비치 야코블레프는 "카자크 수십만명이 살해되었다"라 한다. Robert Gellately는 "가장 신뢰할 수 있는 추정치는 1919년 ~ 1920년 사이 300만 명 중 30만에서 50만 명이 살해당하거나 강제 이주당한 것이다."라고 주장한다.
우카시 아담스키(Łukasz Adamski)와 바르트워미에이 가요스(Bartłomiej Gajos)는 라스카자치바니예 정책으로 인해 희생된 사람의 수는 논쟁거리라고 하며 총 사망자 수에 대한 추정치는 수천명에서 수십만명까지 다양하다고 말한다.
피터 홀퀴스트는 총 처형 집행 수는 확인하기 어렵다고 말한다. 몇몇 지역에서는 수백명이 처형되었지만 재판이 매우 적극적으로 벌어진 호표르 지역에서는 한달만에 226명이 처형당했다. 침랸스카야(tsymlianskaia) 재판소는 700명이 넘는 사람의 처형을 감독하였다. 코텔니코보(kotel'nikovo) 재판소는 5월 초에만 117명을 처형하였으며 총 처형자 수는 천 명이 넘어간다. 다른 재판소는 그다지 적극적이지 않았는데, 베레좁스카야(berezovskaia) 재판소는 총 13,500명이 넘는 주민 중 20명만 체포하였다. 또한 홀퀴스트는 몇몇 백군 측 주장은 적군의 잔혹함을 의도적으로 선동하기 위함이었다고 하였다. 대표적인 예로 반란군 주동자는 보스콥스카야(boskovskaia)에서 140명이 처형당했다고 보고하였지만, 다른 보고에 따르면 8명만 사형 선고가 내려졌으며, 실제 집행은 이루어지지 않았다. 홀퀴스트는 "소비에트가 행한 처형의 수를 얕보거나 무시하기 위함은 아니다"라고 강조하였다. 그는 라스카자치바니예로 1만명이 사망하였다고 추정한다.
러시아 과학 아카데미의 파벨 폴랸이 행한 소련의 강제이주지에 대한 연구는 카자크 45,000명 이상이 테레크주에서 우크라이나로 강제 이주되었다고 보여준다. 그들이 살던 땅은 소비에트를 지지하는 카자크나 체첸인들에게 분배되었다.

## 같이 보기
- 탈쿨락화